# Albert Theodor Otto von Emmich
Albert Theodor Otto von Emmich (Minden, 4 agosto 1848 – Hannover, 22 dicembre 1915) è stato un generale tedesco della prima guerra mondiale.
Entrò nell'esercito nel 1866 e partecipò alla guerra franco-prussiana del 1870-71. Raggiunse il grado di generale di fanteria nel 1909, e nel 1912 fu posto al comando del X Corpo d'armata con sede ad Hannover. 

Fu elevato alla nobiltà nel 1913.
Durante i primi giorni della guerra, nel 1914, comandò l'Armata della Mosa alla battaglia di Liegi, città in cui entrò il 7 agosto. Per il successo conseguito ricevette, primo durante il conflitto, la decorazione Pour le Mérite.
Ebbe quindi una parte nella Prima battaglia della Marna, sempre al comando del X Corpo d'armata.
L'anno successivo conseguì un'importante vittoria sul fronte orientale a Biskupice (29-30 luglio 1915).
Lo stesso anno morì improvvisamente ad Hannover.
Ad Hannover si trova una piazza a lui dedicata, così come una caserma, un tempo scuola ufficiali dell'esercito e successivamente scuola dei Feldjäger.